# Ministerstvo vnitra České republiky
Ministerstvo vnitra České republiky (zkratka MV ČR) je ústřední orgán státní správy pro vnitřní věci státu, zejména pro veřejný pořádek a další věci vnitřního pořádku a bezpečnosti. Plní koordinační úlohu v oblasti výkonu veřejné správy a voleb, je nadřízeno např. Policii České republiky.

## Oblasti působnosti

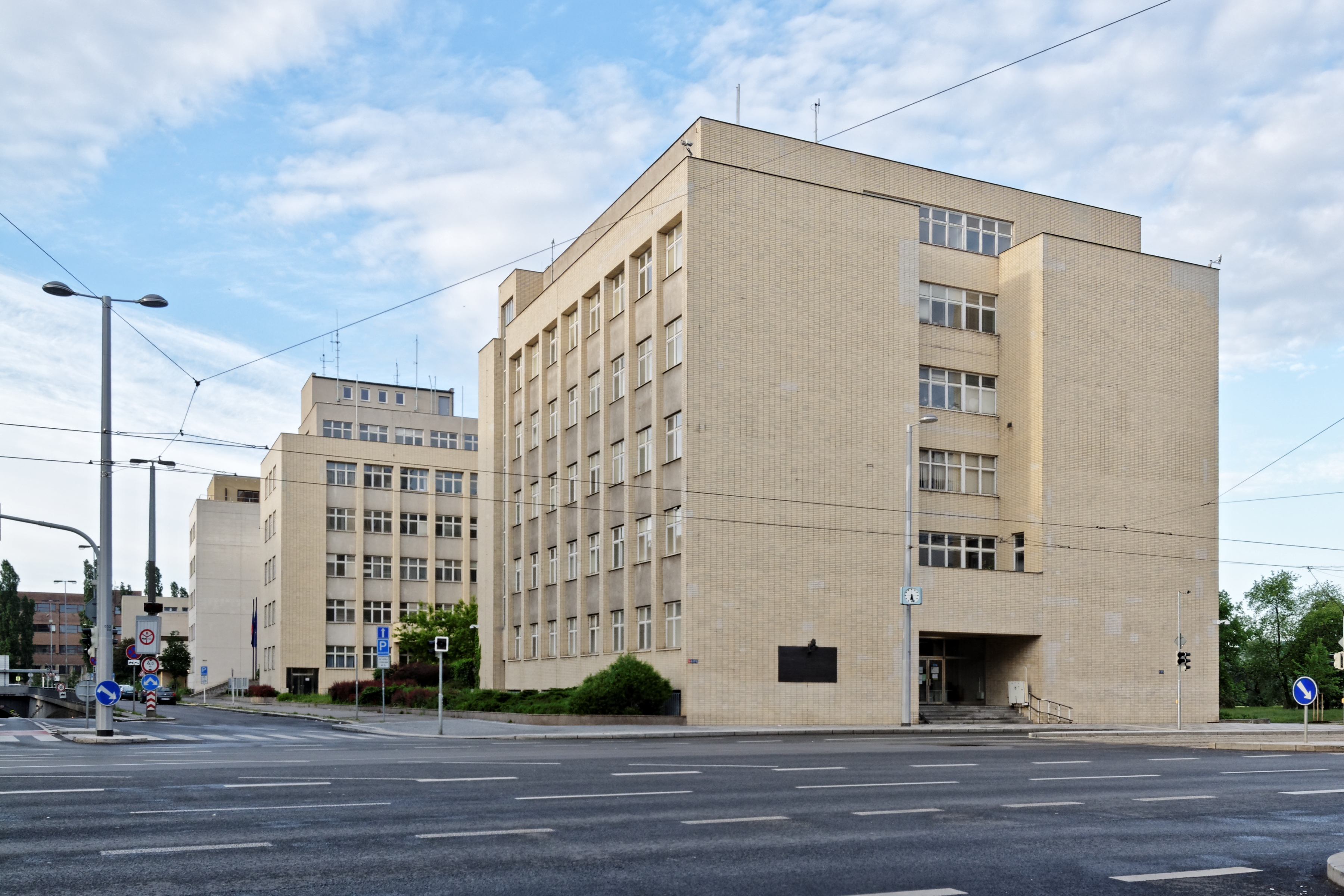
Stará budova MV ČR na Letné

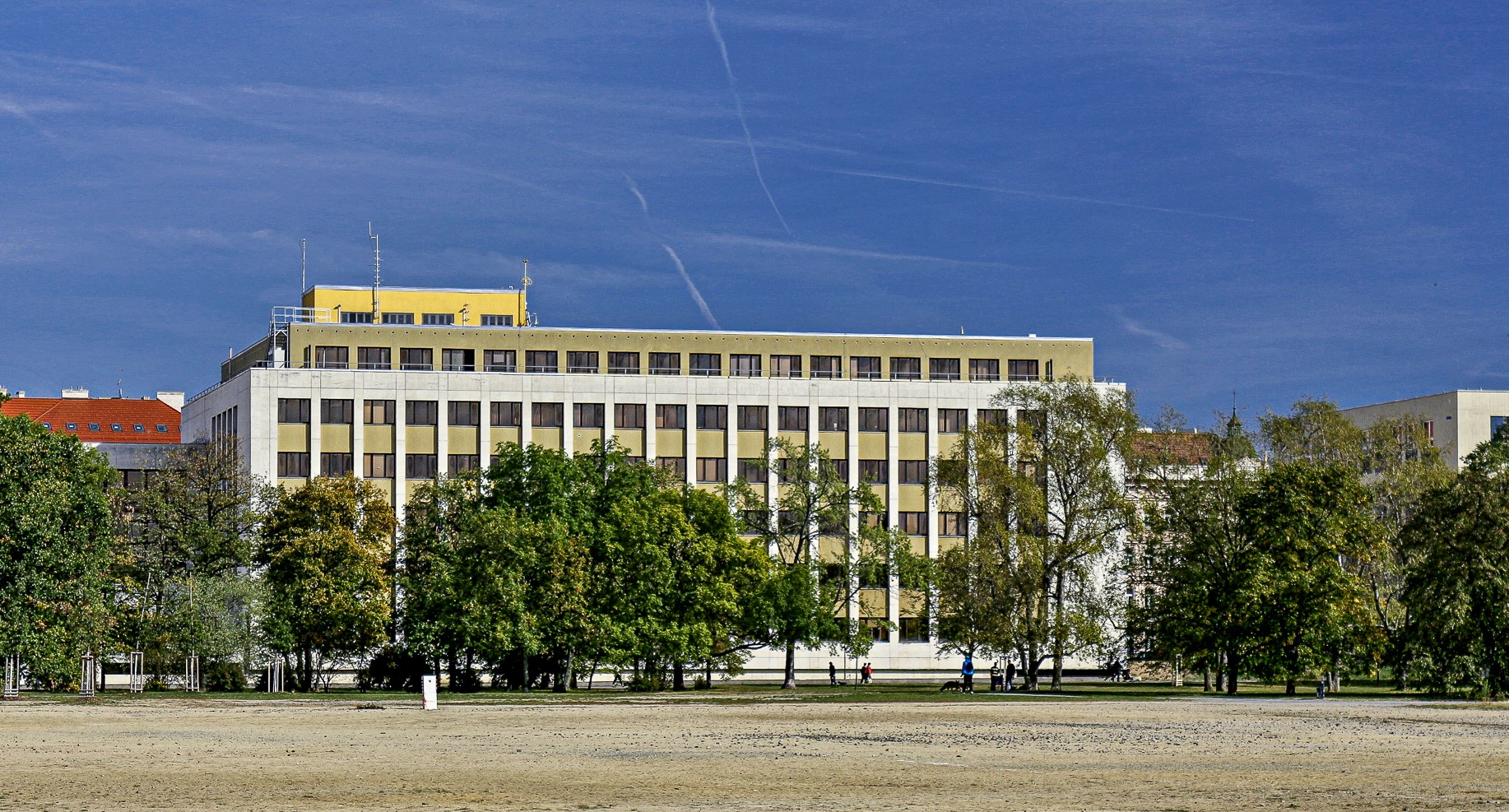
Nová budova MV ČR na Letné

Ministerstvo bylo zřízeno zákonem č. 2/1969 Sb., o zřízení ministerstev a jiných ústředních orgánů státní správy České republiky. Tento kompetenční zákon (ve znění pozdějších předpisů) také vymezuje základní působnost ministerstva:
- je nadřízeno Policii České republiky
- řídí Hasičský záchranný sbor České republiky, generální ředitelství sboru je organizační součástí ministerstva
- plní koordinační úlohu v oblasti správního řízení, správního trestání, spisové služby a postupů podle kontrolního řádu, v oblasti výkonu veřejné správy svěřené orgánům územní samosprávy, v oblasti služebního poměru příslušníků bezpečnostních sborů a státní služby.
- zajišťuje komunikační sítě pro Policii České republiky, složky integrovaného záchranného systému a územní orgány státní správy

Ministerstvo vnitra je ústředním orgánem státní správy pro:
- veřejný pořádek a další věci vnitřního pořádku a bezpečnosti ve vymezeném rozsahu, včetně dohledu na bezpečnost a plynulost silničního provozu,
- dohled na bezpečnost a plynulost silničního provozu
- sdružování v politických stranách a v politických hnutích
- jména a příjmení, matriky, státní občanství, občanské průkazy, hlášení pobytu, evidenci obyvatel a rodná čísla
- sdružovací a shromažďovací právo, povolování organizací s mezinárodním prvkem
- veřejné sbírky
- archivnictví a spisovou službu
- zbraně a střelivo
- požární ochranu
- cestovní doklady, povolování pobytu cizinců a postavení uprchlíků
- územní členění státu
- státní hranice, jejich vyměřování, udržování a vedení dokumentárního díla a zřizování, uzavírání a změny charakteru hraničních přechodů
- státní symboly
- volby do zastupitelstev územní samosprávy, do Parlamentu České republiky a volby do Evropského parlamentu konané na území České republiky
- krizové řízení, civilní nouzové plánování, ochranu obyvatelstva a integrovaný záchranný systém[1]

Ministerstvo vnitra dále zajišťuje:
- telekomunikační síť Policie České republiky a metodicky usměrňuje šifrovou službu,
- spolupráci v rámci mezinárodní organizace Interpol.[1]

Je také koordinátorem zdravotně-humanitárního programu MEDEVAC Czech.

## Vedení ministerstva
1. Vít Rakušan  – ministr vnitra

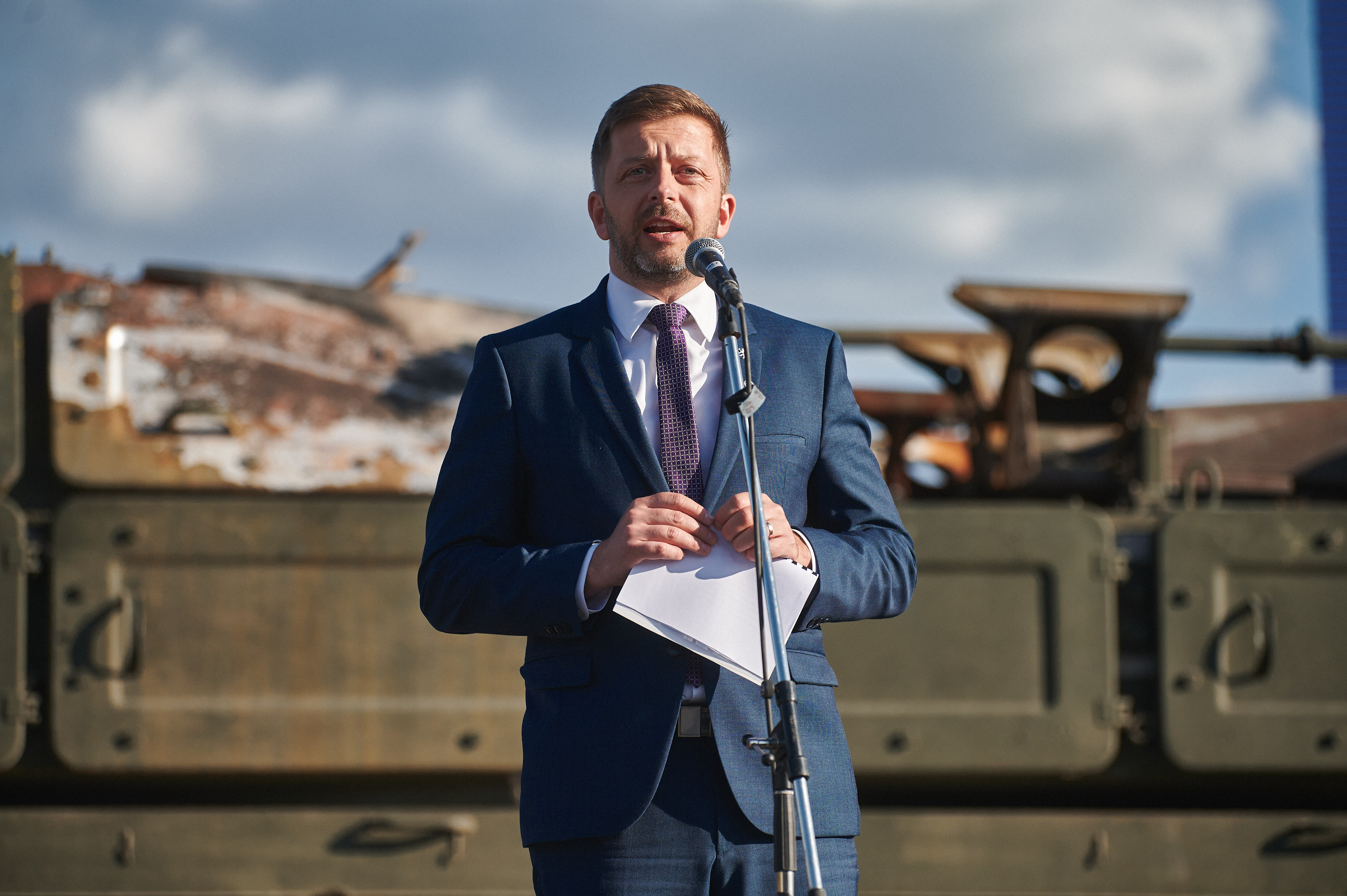
Současný ministr vnitra Vít Rakušan

2. Jindřich Fryč - nejvyšší státní tajemník
3. Jan Paďourek - vrchní ředitel sekce vnitřní bezpečnosti a policejního vzdělávání
4. Josef Postránecký - státní tajemník v Ministerstvu vnitra
5. Petr Vokáč - vrchní ředitel sekce legislativy a státní správy
6. Eduard Šuster - vrchní ředitel sekce ekonomiky a provozu
7. Jiří Koubek - vrchní ředitel sekce veřejné správy
8. Tomáš Hrubý - vrchní ředitel sekce informačních technologií
9. Vladimír Vlček - generální ředitel Hasičského záchranného sboru
10. Radek Kaňa - náměstek člena vlády
11. Lukáš Hendrych - náměstek člena vlády

## Organizační struktura
Organizační struktura ministerstva
- Kabinet ministra vnitra
- Odbor interního auditu a kontroly
- Bezpečnostní odbor
- Odbor komunikace
- Odbor mezinárodní spolupráce a Evropské unie
- Samostatné oddělení spisové a vládní agendy

- Sekce pro státní službu
  - Kancelář nejvyššího státního tajemníka
  - Útvar personálního ředitele sekce pro státní službu
  - Odbor systemizace a řízení ve věcech státní služby
  - Odbor státní služby

- Sekce vnitřní bezpečnosti a policejního vzdělávání
  - Kancelář vrchního ředitele sekce vnitřní bezpečnosti a policejního vzdělávání
  - Odbor bezpečnostní politiky
  - Odbor prevence kriminality
  - Odbor azylové a migrační politiky
  - Odbor bezpečnostního výzkumu a policejního vzdělávání
  - Samostatné oddělení kybernetické bezpečnosti

- Sekce státního tajemníka
  - Odbor personálního řízení a kanceláře státního tajemníka
  - Odbor sociálního zabezpečení
  - Odbor zdravotnického zabezpečení

- Sekce legislativy a státní správy
  - Kancelář vrchního ředitele sekce legislativy a státní správy
  - Odbor legislativy a koordinace předpisů
  - Odbor právní
  - Odbor archivní správy a spisové služby
  - Odbor správní
  - Odbor všeobecné správy
  - Odbor voleb

- Sekce ekonomiky a provozu
  - Kancelář vrchního ředitele sekce ekonomiky a provozu
  - Ekonomický odbor
  - Odbor účetnictví a statistiky
  - Odbor programového financování
  - Odbor správy majetku
  - Odbor fondů, strategií a projektového řízení
  - Odbor fondů Evropské unie v oblasti vnitřních věcí
  - Odbor veřejných zakázek

- Sekce veřejné správy
  - Kancelář vrchního ředitele sekce veřejné správy
  - Odbor veřejné správy, dozoru a kontroly
  - Odbor strategického rozvoje a koordinace veřejné správy
  - Odbor správních činností

- Sekce informačních a komunikačních technologií
  - Kancelář vrchního ředitele sekce informačních technologií
  - Odbor technického a administrativního zabezpečení ICT
  - Odbor centrálních informačních systémů
  - Odbor informačních technologií
  - Odbor komunikačních technologií

- Policejní prezident
- Generální ředitel Hasičského záchranného sboru
- Komise pro rozhodování ve věcech pobytu cizinců

## Sbírka zákonů a Sbírka mezinárodních smluv
Ministerstvo vnitra zveřejňuje stejnopis Sbírky zákonů a Sbírky mezinárodních smluv na základě ustanovení § 12 zákona č. 309/1999 Sb., o Sbírce zákonů a o Sbírce mezinárodních smluv, ve znění pozdějších předpisů. V souladu s požadavky zákona č. 309/1999 Sb. Ministerstvo vnitra zpřístupňuje všechny částky Sbírky zákonů a Sbírky mezinárodních smluv publikované od 4. května 1945 a k datu jejich vyhlášení zveřejňuje všechny nově publikované částky Sbírky zákonů a Sbírky mezinárodních smluv. Ministerstvo vnitra tak naplňuje úkoly mu uložené ustanoveními zákona č. 309/1999 Sb. Přístup ke Sbírce zákonů je na webu Ministerstva vnitra. Ministerstvo vnitra v současné době připravuje na základě zákona č. 222/2016 Sb., o Sbírce zákonů a mezinárodních smluv a o tvorbě právních předpisů vyhlašovaných ve Sbírce zákonů a mezinárodních smluv (zákon o Sbírce zákonů a mezinárodních smluv), elektronickou podobu Sbírky zákonů a mezinárodních smluv.

## Migrační a azylová politika České republiky
Úkoly Ministerstva vnitra v oblasti vstupu a pobytu cizinců na území České republiky a mezinárodní ochrany:
- na základě zákona č. 326/1999 Sb., o pobytu cizinců na území České republiky a o změně některých zákonů, ve znění pozdějších předpisů (dále jen „zákon o pobytu cizinců“) zabezpečuje výkon státní správy v oblasti migrace, v tomto smyslu úzce spolupracuje s dalšími resorty, státními a nevládními organizacemi včetně organizací mezinárodních
- rozhoduje o vydání povolení k dlouhodobému pobytu podle zákona o pobytu cizinců, o prodloužení a zrušení platnosti tohoto povolení (vydává se občanům tzv. třetích států)
- rozhoduje o vydání povolení k přechodnému pobytu, prodloužení a zrušení platnosti tohoto povolení (vydává se rodinným příslušníkům občanů Evropské unie, Norska, Islandu, Lichtenštejnska a Švýcarska)
- vydává potvrzení o přechodném pobytu na území České republiky (vydává se občanům Evropské unie, Norska, Islandu, Lichtenštejnska a Švýcarska) a o zrušení přechodného pobytu občanů těchto států na území České republiky
- rozhoduje o vydání povolení k trvalému pobytu, o prodloužení platnosti průkazů o povolení k pobytu cizincům, kterým byl povolen trvalý pobyt, o zrušení platnosti povolení k trvalému pobytu a vydává potvrzení o oprávnění k trvalému pobytu na území
- rozhoduje o vydání a odnětí cizineckého pasu
- rozhoduje o udělení dlouhodobého víza (tj. víza k pobytu nad 90 dnů) a o prodloužení doby pobytu a platnosti tohoto víza
- rozhoduje o vydání zaměstnanecké karty, o prodloužení nebo zrušení její platnosti
- rozhoduje o vydání modré karty a o prodloužení nebo zrušení její platnosti
- rozhoduje o přiznání a o zrušení postavení dlouhodobě pobývajícího rezidenta na území
- rozhoduje o úhradě nákladů spojených se správním vyhoštěním zajištěného cizince a vymáhá jejich úhradu, pokud o jejich úhradě nerozhoduje policie
- rozhoduje o žádosti cizince o dobrovolný návrat
- v rozsahu své působnosti rozhoduje o přestupcích cizinců
- vydává závazné stanovisko pro Ministerstvo práce a sociálních věcí k žádosti o udělení povolení ke zprostředkování zaměstnání právnické nebo fyzické osobě
- je zřizovatelem a provozovatelem zařízení pro zajištění cizinců a azylových zařízení
- pro rozhodování o správním vyhoštění vydává na základě vyžádání policie závazná stanoviska, zda je vycestování cizince možné
- vyhlašuje seznam hraničních přechodů a jejich provozní dobu a uveřejňuje tento seznam včetně jeho změn formou sdělení ve Sbírce zákonů České republiky
- po projednání s Ministerstvem zahraničních věcí stanovuje okruh cizinců, kteří mohou pobývat v tranzitním prostoru mezinárodního letiště na území České republiky pouze na základě uděleného letištního průjezdního víza (vyhláška č. 428/2010 Sb., ve znění vyhlášky č. 20/2014 Sb.)
- sjednává anebo se podílí na sjednávání mezinárodních smluv v oblasti mezinárodní migrace (smlouvy o bezvízovém styku, hraničním režimu, malém pohraničním styku, policejní spolupráci, o readmisi)
- je gestorem za oblast schengenské problematiky
- na základě zákona č. 325/1999 Sb., o azylu, ve znění pozdějších předpisů, a zákona č. 221/2003 Sb., o dočasné ochraně cizinců, ve znění pozdějších předpisů zabezpečuje výkon státní správy ve věci mezinárodní a dočasné ochrany
- vytváří státní integrační programy zaměřené na pomoc azylantům a osobám požívajícím doplňkové ochrany při jejich začlenění do společnosti
- je koordinátorem politiky integrace cizinců v rámci ČR (agenda spojená s koordinací integrace cizinců byla z rozhodnutí vlády převedena na Ministerstvo vnitra z Ministerstva práce a sociálních věcí v červenci 2008)
- spolupracuje s dalšími resorty, státními a nevládními organizacemi včetně organizací mezinárodních, ve spolupráci s policií a Mezinárodní organizací pro migraci se podílí na vypracování repatriačních programů a přímo zajišťuje repatriace (dobrovolné návraty) cizinců do zemí jejich původu
- rozvíjí oblast mezinárodní spolupráce na bilaterální úrovni i multilaterální úrovni a aktivně se zapojuje do formulování azylové a migrační politiky rámci Evropské unie[4]

## Integrace cizinců na území České republiky

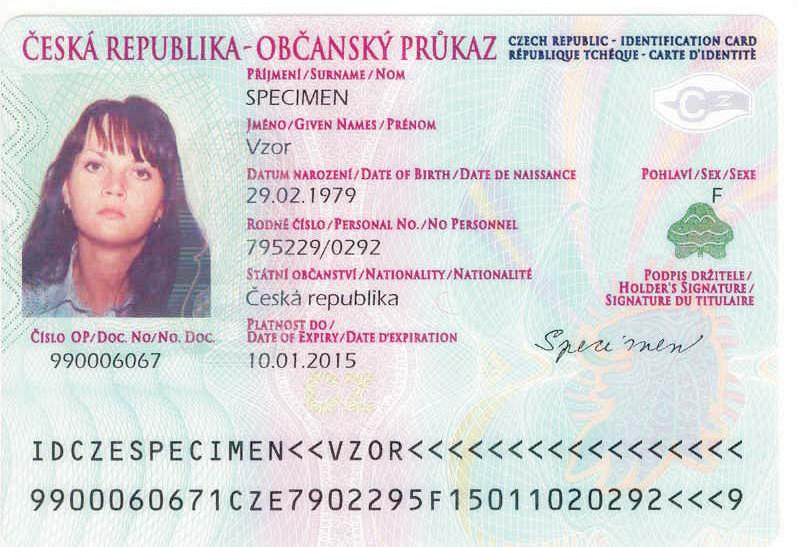
Vzor občanského průkazu

Základní cílovou skupinou integrace cizinců jsou občané třetích zemí (tj. zemí mimo země EU) pobývající legálně na území ČR, kteří nejsou žadateli ani poživateli mezinárodní ochrany, a ve výjimečných krizových případech také občané EU. Pro integraci azylantů jsou určena specifická opatření Státního integračního programu.
Cílená specifická opatření, která mají sloužit jako klíčové předpoklady úspěšné integrace cizinců v ČR, jsou:
- znalost českého jazyka cizinci,
- ekonomická soběstačnost cizince,
- orientace cizince ve společnosti,
- vzájemné vztahy cizinců a majoritní společnosti.

Koncepce integrace cizinců byla přijata usnesením vlády ČR ze dne 11. prosince 2000 č. 1266. Vycházela ze Zásad koncepce integrace cizinců na území ČR přijatých usnesením vlády ČR ze dne 7. července 1999 č. 689, z vnitrostátní právní úpravy postavení cizinců v jednotlivých oblastech integrace cizinců a z mezinárodních dokumentů v dané oblasti. Aktualizovaná Koncepce integrace cizinců byla přijata usnesením vlády ČR ze dne 8. února 2006 č. 126. Usnesením vlády ČR ze dne 23. července 2008 č. 979 byla koordinační role při realizaci Koncepce integrace cizinců na území ČR převedena z Ministerstva práce a sociálních věcí na Ministerstvo vnitra.

## Veřejná správa
Ministerstvo vnitra má koordinační a metodickou roli v oblasti veřejné správy. Po roce 1989 například vedlo tzv. reformu veřejné správy, která odstraňovala centralizovaný systém národních výborů. Reformou byly vytvořeny územní samosprávné celky a tím systém samosprávných krajů, obcí s pověřeným obecním úřadem a obcí s rozšířenou působností. Reformou byl zaveden spojený model veřejné správy, ve kterém obecní a městské úřady vykonávají vedle samostatné působnosti také část přenesené státní správy. V roce 2019 došlo k dokončení reformy schválením zákona o územně správním členění státu, který například zrušil staré krajské členění dle zákona z roku 1960.
V této souvislosti koordinuje a řídí vývoj v jistých správních činnostech – vydávání osobních dokladů (občanské průkazy, cestovní doklady), agendy matričních úřadů, rodných čísel nebo evidence obyvatel. Ministerstvo vnitra rovněž koordinuje zajištění konání voleb a referend. Zabezpečuje také činnost Státní volební komise. 
V neposlední řadě má ve své působnosti rozvoj veřejné správy, kde v průběhu let realizovalo či stále realizuje cíle strategických rozvojových dokumentů, jako Smart Administration (2007–2015) nebo Strategický rámec rozvoje veřejné správy (2014–2020). V současné době připravuje novou koncepci Klientsky orientovaná veřejná správa 2030.

## Historie ministerstva

### První republika
Jedním z prvních zákonů po 28. říjnu 1918 byl zřízen „Úřad pro správu vnitřní“, který byl záhy přejmenován na Ministerstvo vnitra. Úřad převzal v plném rozsahu agendu bývalého c. k. ministerstva vnitra. Základní organizační schéma ministerstva, které se utvářelo v letech 1919 a 1920, v podstatě vycházelo ze vzoru bývalého místodržitelství a přetrvalo až do roku 1945, respektive 1948. V zásadě sestávalo z prezidia, jednotlivých odborů, oddělení a pomocných úřadů. Prvním ministrem vnitra byl v letech 1918–1920 agrární politik Antonín Švehla (do své smrti v roce 1933 také předseda agrární strany).
Tehdejší ministerstvo vnitra se zabývalo záležitostmi státní správy, otázkou bezpečnosti, volební legislativou, obecním řízením, záležitostmi státních hranic, organizací politické správy a úřadů, agendou správního a trestního řízení a problematikou polepšoven a donucovacích pracoven. Kromě toho Ministerstvo vnitra řešilo problematiku četnictva, otázky státního občanství a pasů, přistěhovalectví a vystěhovalectví, odškodňování obyvatel poškozených válkou, otázky sčítání populace a statistiku, problematiku pojišťoven a spořitelen, záležitosti národnostní a jazykové, automobilismu, vzduchoplavectví aj.

### Česká republika
V roce 2010 obdrželo ministerstvo negativní Cenu Velkého bratra v kategorii „Největší úřední slídil“ za bojkotování přípravy legislativy, která by mohla zlepšit ochranu osobních údajů při využívání kamerových systémů, odposlechů a databází DNA.
V roce 2017 mělo ministerstvo rozpočet téměř 60 mld. Kč, oproti roku 2014 o 18 % vyšší.
V roce 2017 také bylo vytvořeno Centrum proti terorismu a hybridním hrozbám pod Ministerstvem vnitra.

## Kontroverze
Dne 28. října 2022, v den výročí vzniku Československa a v období války na Ukrajině, bylo vyvěšeno umělecké zpodobnění mrtvoly Vladimira Putina.